# Due volte Giuda
Due volte Giuda è un film del 1969 diretto da Nando Cicero.
Pellicola western di produzione italo-spagnola con protagonisti Antonio Sabàto e Klaus Kinski.

## Trama
Luke Barrett riprende conoscenza e scopre accanto a sé un uomo morto e un fucile con la parola Dingus incisa sul calcio. Luke non si ricorda quello che è successo, perché un proiettile gli ha sfiorato la testa, provocando una commozione cerebrale e un'amnesia temporanea, così raccoglie alcune cose utili dalla scena, prende un cavallo e si dirige verso la città più vicina. Nel saloon, uno sconosciuto vestito di nero lo saluta per nome e gli chiede perché è in ritardo e chiedendo dove sia Donovan, e Luke decide di stare al suo gioco per scoprire di più su se stesso.